# Grands jours d'Angers
Les Grands Jours d'Angers furent des tribunaux exceptionnels, appelés Grands Jours, qui jugèrent en dernier ressort les affaires qui localement ont donné lieu à des décisions contestables ou ont été soustraites à la justice. Présidés par un Commissaire du roi et composés de magistrats professionnels et de conseillers du Parlement de Paris, mais étrangers à la province d'Anjou, ils durent ramener l'ordre et la paix civile.
Les Grands-jours d'Angers ou les grands-jours du duc d'Anjou, furent accordés par le roi Charles V de France à Louis, son frère, duc d'Anjou, avec la faculté de les tenir, soit à Paris ou dans telle ville de ses duchés qu'il voudrait. 
Louise de Savoie, mère du roi François Ier, fit en 1516 ériger des Grands-jours à Angers. Une autre session des Grands Jours d'Angers eurent lieu pour le roi François 1er dans cette ville en 1539. Le poète Germain Colin-Bucher y est dénoncé comme hérétique et ensuite condamné par le Parlement de Paris à une amende et au bannissement du royaume pour 10 ans.

## Sources
1. ↑  Encyclopédie ou Dictionnaire raisonné des sciences, des arts et des métiers, 1782, 1064 p. (lire en ligne), p. 51.
2. ↑  http://portail.atilf.fr/cgi-bin/getobject_?p.63:53./var/artfla/encyclopedie/textdata/IMAGE/
3. ↑  
http://portail.atilf.fr/cgi-bin/getobject_?a.63:132:11./var/artfla/encyclopedie/textdata/IMAGE/
4. ↑  « Germain Colin-Bucher (15..-1545?) », sur data.bnf.fr (consulté le 4 avril 2020)